# Жорж Шарпак
Жорж Шарпак (фр. Georges Charpak; Дабровица, 1. август 1924 — Париз, 29. септембар 2010) био је пољско-француски физичар (родом Јевреј) и добитник Нобелове награде за физику 1992. „за откриће и развој детектора елементарних честица, а посебно мултижичне пропорционалне коморе”.
Породица Шарпак се преселила из источне Пољске у Париз када је мали Жорж имао седам година. Током Другог светског рата Шарпак је помагао покрету отпора, тако да га је Вишијевски режим ухапсио 1943. Депортован је 1944. у нацистички концентрациони логор Дахау, где је дочекао ослобођење 1945. После рата, студирао је на престижној Националној високој школи у Паризу.
Докторирао је 1954. на тему из нуклеарне физике на Француском колеџу у Паризу, радећи у лабораторији Фредерик Жолио Кирија. Године 1959. придружио се институту ЦЕРН (Европска организација за нуклеарна истраживања) у Женеви, а 1984. постао професор на „Високој школи за индустријску физику и хемију” у Паризу (École Supérieure de Physique et de Chimie Industrielles).
Професор Шарпак се снажно залагао за примену нуклеарне енергије.